# Jörg Ritter (Dirigent)
Jörg Ritter (* 1966 in Leverkusen) ist ein deutscher Kulturmanager, Chorleiter und Universitätsmusikdirektor.

## Leben und Wirken
Jörg Ritter leitete von 2004 bis 2008 den WDR-Rundfunkchor Köln und arbeitete als Dirigent u. a. an der Staatsoper Lissabon. Er übte Lehrtätigkeiten in Yale, Boston und Köln aus. Zudem arbeitete er häufig mit Ensembles wie dem NDR Chor, dem SWR Vokalensemble, den BBC Singers und Orchestern wie dem Kölner Gürzenich-Orchester und den Orchestern des WDR zusammen. Zudem leitete er Einstudierungen großer Chorwerke für Dirigenten wie Claudio Abbado, Semyon Bychkov, Sir Neville Marriner, Sir Roger Norrington und Michael Gielen.
2010 hat Jörg Ritter in Kooperation mit den Schwetzinger Festspielen Adriana Hölszkys Oper Hybris an der Staatsoper Lissabon uraufgeführt.
2011–2012 war Ritter künstlerischer Manager der Bochumer Symphoniker. 2012 wurde er künstlerischer Leiter des Berner Kammerchores. Seit Sommer 2014 ist er Universitätsmusikdirektor der Rheinischen Friedrich-Wilhelms-Universität Bonn. Dort ist er künstlerischer Leiter des Forums Musik und leitet einige kleinere Ensembles wie Campus Brass, VocalCluster (Mitarbeitendenchor) sowie das Kammerorchester der Uni Bonn. Die Leitung der großen Chöre und Orchester verbleibt in anderen Händen.
Er hatte Gastspielauftritte bei Festivals im Rheingau, Dresden, der Köln Triennale und Gastauftritte in der Carnegie Hall.